# 比爾·納爾遜
克拉倫斯·威廉·「比爾」·納爾遜二世（英語：Clarence William Nelson II；1942年9月29日—），通称比爾·納爾遜（英語：Bill Nelson），美国民主党籍政治人物和律师，曾任美国国家航空航天局局长，此前曾在2001年至2019年担任佛罗里达州参议员，曾在1972年至1978年在佛罗里达州众议院担任州眾议员，并于1979年至1991年间在美国众议院担任聯邦眾议员。在1986年1月，納爾遜成为继杰克·加恩之后在国会担任议员的宇航员，当时他是哥伦比亚号航天飞机的有效载荷专家；在从政之前，纳尔逊在越南战争期间曾服役于美国陆军预备役。

## 政治生涯
納爾遜的政治生涯1973年開始，自該年到1979年出任佛罗里达州众议院議員，後在1979年當選為美國眾議院議員至1991年。1986年1月，納爾遜成為美國國會中第二名在太空飛行的成員——參與哥倫比亞號太空梭的太空飛行任務STS-61-C，擔任有效載荷專家。
1990年他離開眾議院以角逐佛羅里達州州長但失敗，接著他在1995年至2001年期間委任為佛羅里達州財政部長、保險業監理專員及消防司令。
在2000年聯邦參議員選舉中，納爾遜競逐佛羅里達州的美國參議院議員席位，並擊敗時任參議員康尼·馬克三世。此後，他在2006年和2012年的選舉中分別以60%和50%的選票連任。在參議院裡，他對社會和經濟問題持自由派，但与其他民主党参议员相比立场相对溫和。
在2018年聯邦參議員選舉中，納爾遜被時任佛羅里達州州長的共和黨人里克·斯科特以大約一萬票差距擊敗。

## 延伸閱讀
- Background and collected news at The Washington Post
- 美國國會國家人物傳記大辭典中的傳記
- 由華盛頓郵報維護的投票記錄
- 智慧投票计划中的傳記、投票紀錄及利益集團評級
- Congressional profile at GovTrack
- Congressional profile at OpenCongress
- Issue positions and quotes at On the Issues
- Financial information at OpenSecrets.org
- Staff salaries, trips and personal finance at LegiStorm.com
- 聯邦選舉委員會中的競選財務報告和數據
- Appearances on C-SPAN programs
- 網路電影資料庫上的亮相頁面
- Collected news and commentary at The New York Times
- Profile at Ballotpedia
- 比爾·納爾遜官方NASA太空人傳記

## 外部連結
- 比爾·納爾遜參議院官方網站
- 比爾·納爾遜官方網站
- 中的“比爾·納爾遜”

| 美国众议院             | 美国众议院                                                                                           | 美国众议院                 |
| ---------------------- | --- | -------------------------- |
| 前任者： 路易斯·弗雷   | 佛羅里達州第九國會選區 眾議院議員 1979年－1983年                                                     | 繼任者： 邁克爾·比利拉基斯 |
| 前任者： 丹·米卡       | 佛羅里達州第十一國會選區 眾議院議員 1983年－1991年                                                   | 繼任者： 吉姆·巴克斯       |
| 官衔                   | |                            |
| 前任者： 湯姆·加拉格爾 | 佛羅里達州財政部長 1995年－2001年                                                                    | 繼任者： 湯姆·加拉格爾     |
| 政党职务               | |                            |
| 前任者： 休·羅德姆     | 美國參議員佛羅里達州民主黨被提名人 （第1類） 2000年、2006年、2012年、2018年                          | 最新的                     |
| 美国参议院             | |                            |
| 前任者： 康尼·馬克三世 | 佛羅里達州第1類參議員 2001年－2019年 與鮑柏·葛拉漢、梅尔·马丁内斯、 喬治·勒米厄、馬可·魯比奧同時在任 | 繼任者： 里克·斯科特       |
| 前任者： 赫伯·科爾     | 參議院老齡化委員會主席 2013年－2015年                                                                | 繼任者： 蘇珊·柯琳絲       |
| 前任者： 約翰·圖恩     | 參議院商業委員會副主席 2015年－2019年                                                                | 繼任者： 瑪麗亞·坎特威爾   |